# Escut de la Torre de Cabdella
L'escut oficial de la Torre de Cabdella té el següent blasonament:
Escut caironat: d'argent, una vall de sable acompanyada d'una torre d'atzur oberta. Per timbre, una corona mural de poble.

## Història
Va ser aprovat el 22 de gener de 1991 i publicat en el DOGC el 8 de febrer del mateix any. Substituí en aquell moment l'escut antic de la Torre de Cabdella, i el 1970 ja havia fet perdre validesa als antic escuts de Mont-ros i la Pobleta de Bellveí, en quedar absorbits llurs municipis en el de la Torre de Cabdella.
| Escut antic de Mont-ros                        | Escut antic de la Pobleta de Bellveí                        | Escut antic de la Torre de Cabdella                      |
| Escut antic de Mont-ros, en desús des del 197o | Escut antic de la Pobleta de Bellveí, en desús des del 1970 | Escut antic de la Torre de Cabdella, vigent fins al 1991 |

## Interpretació
La torre és un senyal parlant al·lusiu al nom del poble, i la partició de sable representa la vall Fosca, on es troba emplaçada la localitat.